# Liga okręgowa (1957–1966)
Liga okręgowa – trzeci poziom rozgrywek piłkarskich w Polsce w sezonach 1957–1965/66. Zastąpiła ligę międzywojewódzką. Początkowo składała się z 17 grup, ich liczbę sukcesywnie zmieniano. Po zakończeniu rozgrywek grupowych, zwycięzca każdej z grup walczył w barażach o awans do II ligi. Zlikwidowana po sezonie 1965/66 - na jej miejsce powołano III ligę.

## Grupy
- od 1957 – katowicka (2 grupy), krakowska (1957–1958 - 2 grupy), warszawska, gdańska, poznańska, wrocławska, rzeszowska, łódzka, bydgoska (od 1960 - 2 grupy), lubelska, olsztyńska, opolska, szczecińska, zagłębiowska, zielonogórska
- od 1958 – kielecka
- od 1959 – białostocka
- od 1960 – koszalińska